# Саввич, Сергей Сергеевич
Серге́й Серге́евич Са́ввич (1 апреля 1863 — август 1939) — русский военачальник, генерал от инфантерии.

## Биография
Православный. Из дворян Харьковской губернии.
Окончил Петровский Полтавский кадетский корпус (1881) и Михайловское артиллерийское училище (1884), откуда выпущен был подпоручиком в 31-ю артиллерийскую бригаду.
Чины: поручик (1886), штабс-капитан (1890), капитан (1892), подполковник (6.12.1896), полковник (6.12.1900), генерал-майор (1906), генерал-лейтенант (1909), генерал от инфантерии (1915).
В 1890 году окончил Николаевскую академию Генерального штаба по 1-му разряду, с производством в штабс-капитаны. По окончании академии состоял старшим адъютантом штаба 14-го армейского корпуса, а затем и обер-офицером для особых поручений при штабе того же корпуса. В 1896 году был назначен заведывающим передвижением войск по железным дорогам Харьковского района. В 1899 году был назначен делопроизводителем отдела Главного Штаба по передвижению войск и военных грузов, в 1900 году — начальником отделения Управления военных сообщений Главного штаба, а в 1904 году — и. д. начальника отдела Управления военных сообщений Главного Штаба. В 1902—1904 годах состоял также членом комитета добровольного флота от Военного министерства.
25 января 1905 года назначен начальником штаба Отдельного корпуса жандармов, в каковой должности состоял до 14 октября 1907 года, когда, отклонив предложения о принятии должностей губернатора Тургайской и Ферганской областей, назначен был командиром 1-й бригады 42-й пехотной дивизии. В генерал-майоры произведен 6 декабря 1906 года. 19 декабря 1908 года назначен начальником штаба 21-го армейского корпуса, а 29 декабря 1909 года — начальником штаба Приамурского военного округа, с производством в генерал-лейтенанты. Высочайшим приказом от 7 августа 1913 года назначен комендантом Владивостокской крепости и командиром 4-го Сибирского армейского корпуса. С 4 сентября по 10 ноября 1914 года был также временно командующим войсками Приамурского военного округа, войсковым наказным атаманом Амурского и Уссурийского казачьих войск.
Участник Первой мировой войны. 8 мая 1915 года назначен начальником штаба Юго-Западного фронта, а 6 декабря того же года произведен в генералы от инфантерии. 13 декабря 1915 года назначен командиром 16-го армейского корпуса, 8 октября 1916 года переведен на ту же должность в 18-й армейский корпус, а 22 октября назначен главным начальником снабжений армий Северного фронта. Присутствовал при отречении императора Николая II 2 марта 1917 года. 9 мая 1917 года был уволен от службы по прошению с мундиром и пенсией.
В Гражданскую войну участвовал в Белом движении на Севере России. 27 ноября 1918 года назначен генералом для поручений при штабе командующего союзными силами. На 8 марта 1919 года — инспектор военных школ войск Северной области. С сентября 1919 по февраль 1920 года был начальником Национального ополчения Северной области, затем — начальником снабжения и ж.д. сообщений войск Северной области.
В эмиграции в Бельгии. Сотрудничал в «Русском еженедельнике в Бельгии».
Скончался в 1939 году в Брюсселе. Похоронен на Иксельском кладбище. Был женат, дочь Тамара замужем за бароном Б. А. Нольде.

## Награды
- Орден Святого Станислава 3-й ст. (1892);
- Орден Святой Анны 3-й ст. (1896);
- Орден Святого Станислава 2-й ст. (1902);
- Орден Святой Анны 2-й ст. (1904);
- Орден Святого Владимира 4-й ст. (1905);
- Орден Святого Владимира 3-й ст. (1906);
- Орден Святого Станислава 1-й ст. (6.12.1909);
- Орден Святой Анны 1-й ст. (6.12.1912);
- Орден Святого Владимира 2-й ст. с мечами (ВП 29.04.1915);
- Орден Белого Орла с мечами (ВП 28.08.1916).